# (6168) Isnello
(6168) Isnello – planetoida z pasa głównego asteroid okrążająca Słońce w ciągu 5 lat i 226 dni w średniej odległości 3,16 j.a. Została odkryta 5 marca 1981 roku w Europejskim Obserwatorium Południowym przez Henriego Debehogne i Giovanniego de Sanctisa. Nazwa planetoidy pochodzi od wioski Isnello, gdzie powstaje międzynarodowe centrum poświęcone popularyzacji i naukowym badaniom w astronomii. Przed nadaniem nazwy planetoida nosiła oznaczenie tymczasowe (6168) 1981 EB1.